# Zwemblaasworm
De zwemblaasworm (Anguillicoloides crassus) is soort rondworm. Het is een bloedzuigende parasiet uit de familie Anguillicolidae en de orde Spirurida (vroeger Camallanida) die leeft in de zwemblaas van echte palingen (het geslacht Anguilla). De larven verspreiden zich via een tussengastheer (kreeftachtigen zoals eenoogkreeftjes, maar mogelijk ook vissen) die door de paling via het voedsel weer wordt opgenomen.
In 2006 werd het geslacht gesplitst in Anguillicola en Anguillicoloides. De wetenschappelijke naam Anguillicola crassa komt daarom nog veel voor in de literatuur. De wetenschappelijke naam van deze soort werd in 1974 voor het eerst geldig gepubliceerd door Kuwahara, Niimi & Hagaki.

## Beschrijving
De zwemblaasworm is in zijn oorspronkelijke verspreidingsgebied van zuidoost Azië een natuurlijke parasiet van de Japanse paling. Begin van de jaren 1980 kwam deze parasiet, waarschijnlijk via importen van levende palingen uit Japan, in Nederland en Noord-Duitsland terecht. Via uitzettingen van besmette palingen breidde de parasiet zich snel uit binnen de populaties van paling in Europa. Halverwege de jaren 1980 kwam de worm massaal voor bij de Europese paling (Anguilla anguilla) in de Nederlandse wateren.
De levenscyclus van zwemblaasworm begint wanneer de volwassen rondworm duizenden eitjes loslaat in de zwemblaas van de paling. De eitjes gaan door het spijsverteringskanaal van de paling en de larven komen uit in het water en hechten ze zich met hun staartuiteinde vast aan de bodem. Daar maken ze kronkelende bewegingen, zodat ze sneller opgemerkt worden door hun tussengastheer. Ze worden opgegeten door hun tussengastheer, die vaak een eenoogkreeftje of een ander schaaldier is maar kan ook een vis zijn. In het lichaam bereikt de wormenlarve zijn infectieuze stadium. De gastheer wordt opgegeten door een paling, en de rondworm vindt zijn weg van het spijsverteringskanaal van de paling naar zijn zwemblaas. Een paling met een vergevorderde parasitaire besmetting vertoont symptomen zoals bloedende laesies en instorting van de zwemblaas. De paling wordt vatbaarder voor ziekten, de groeisnelheid vertraagt en als de plaag ernstig genoeg is, kan hij sterven. Aangezien de zwemblaas het drijvende orgaan is waarmee de paling kan zwemmen, kan een ernstige parasietenplaag zijn vermogen om zijn paaigronden te bereiken belemmeren. De zwemblaasworm wordt daarom gezien als een van de mogelijke oorzaken van de achteruitgang van de Europese palingpopulatie.